# Estación de Montgeron - Crosne
La estación de Montgeron - Crosne es una estación ferroviaria francesa sita sobre el territorio del municipio de Montgeron, en las proximidades de Crosne, en el departamento de Essonne, en la región Isla de Francia.

## Historia

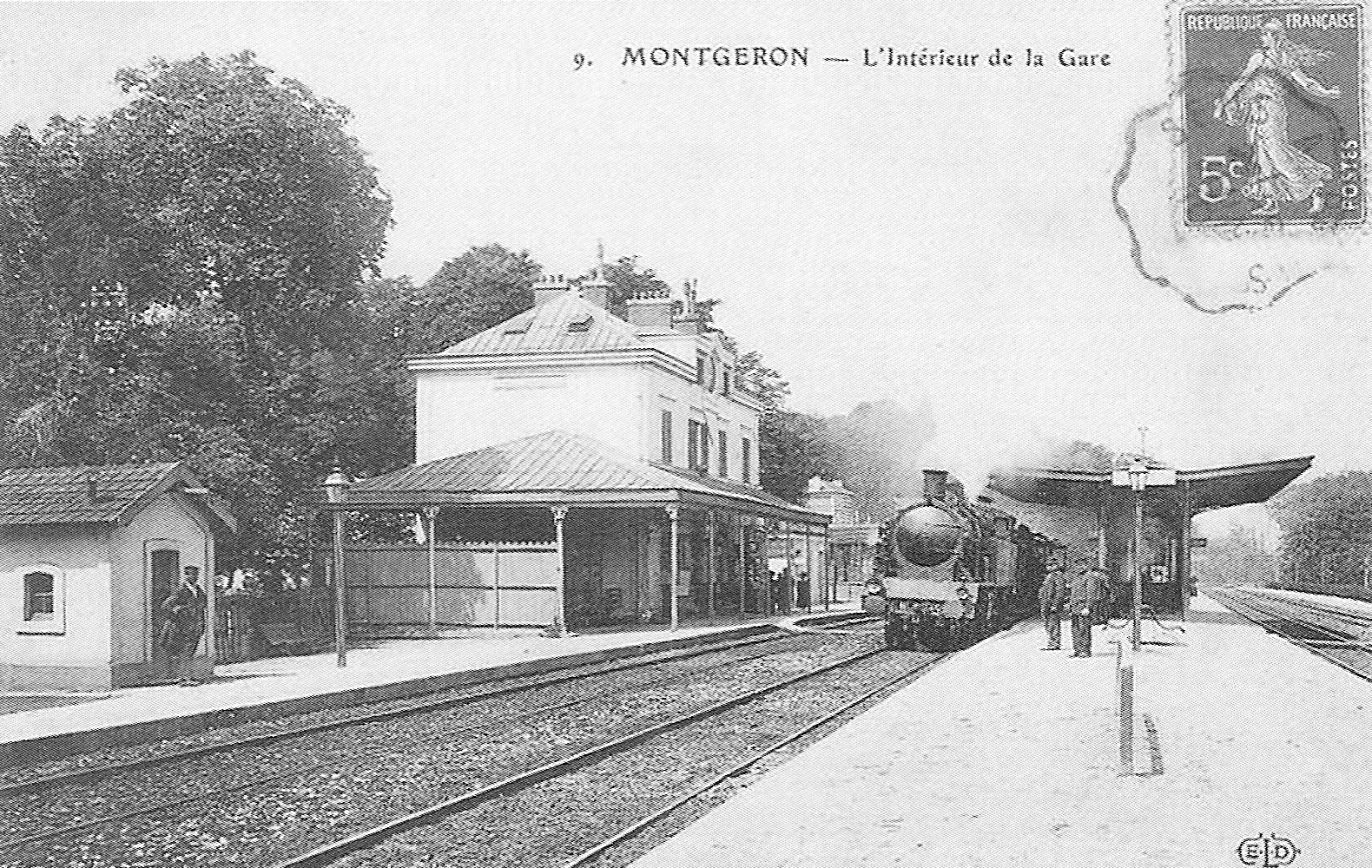
Vista del interior de la estación al principio del.

En 2014, según las estimaciones de la SNCF, la frecuentación anual de la estación es de 3.526.200 viajeros.

## Servicio de viajeros

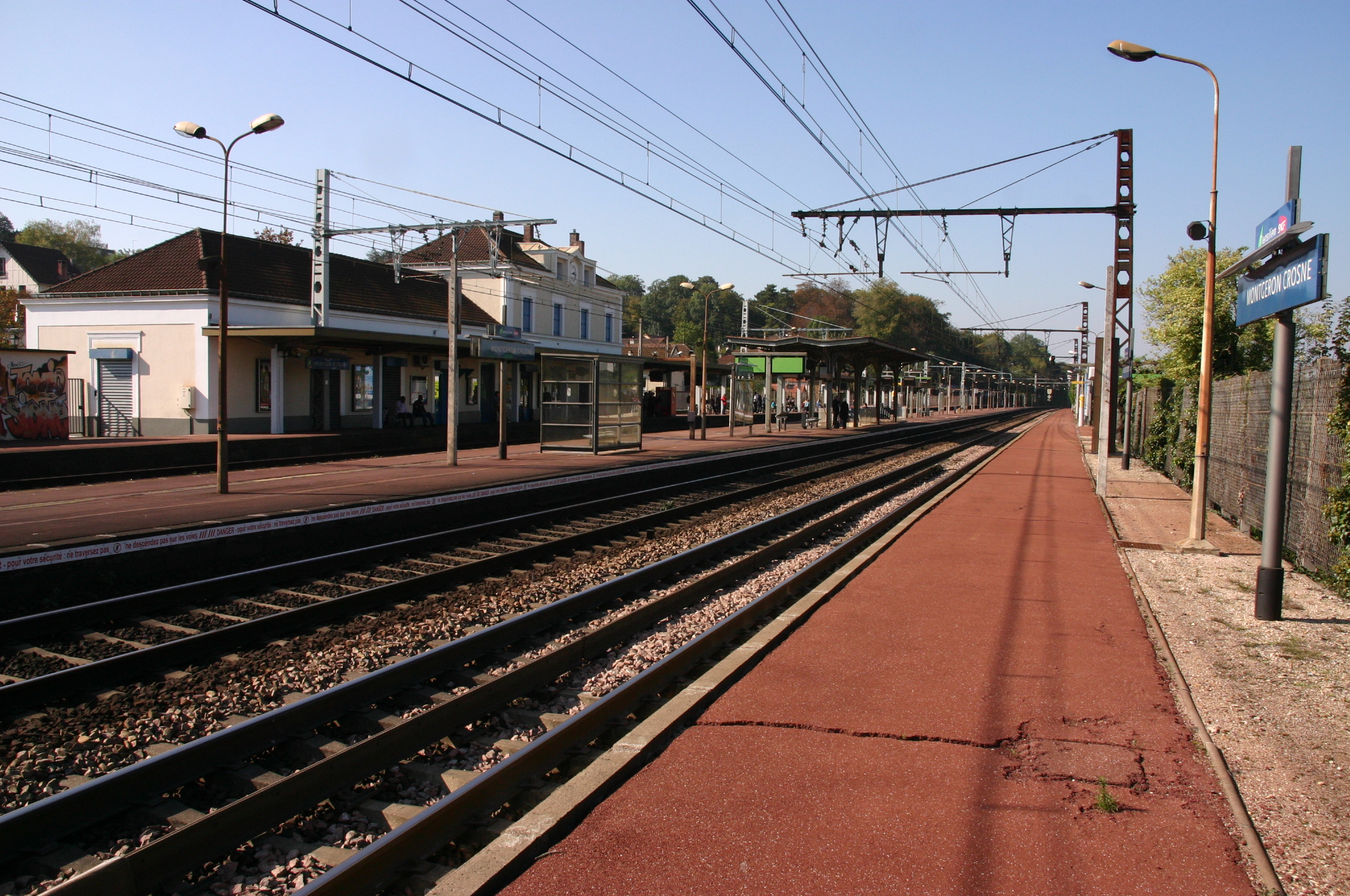
Andenes de la estación.

### Servicios
Por la estación pasan los trenes de la línea D del RER. En 2003, su uso estaba estimado entre 2.500 y 7.500 viajeros al día.
1. ↑  «Fréquentation en gares en 2014 – Montgeron-Crosne». SNCF Open Data. Traitement du 26 avril 2016 (onglet Informations). Consultado el 12 de octubre de 2016..
2. ↑  Atlas des Transports du STIF

- Datos: Q2435703
- Multimedia: Gare de Montgeron - Crosne / Q2435703